# カスレ

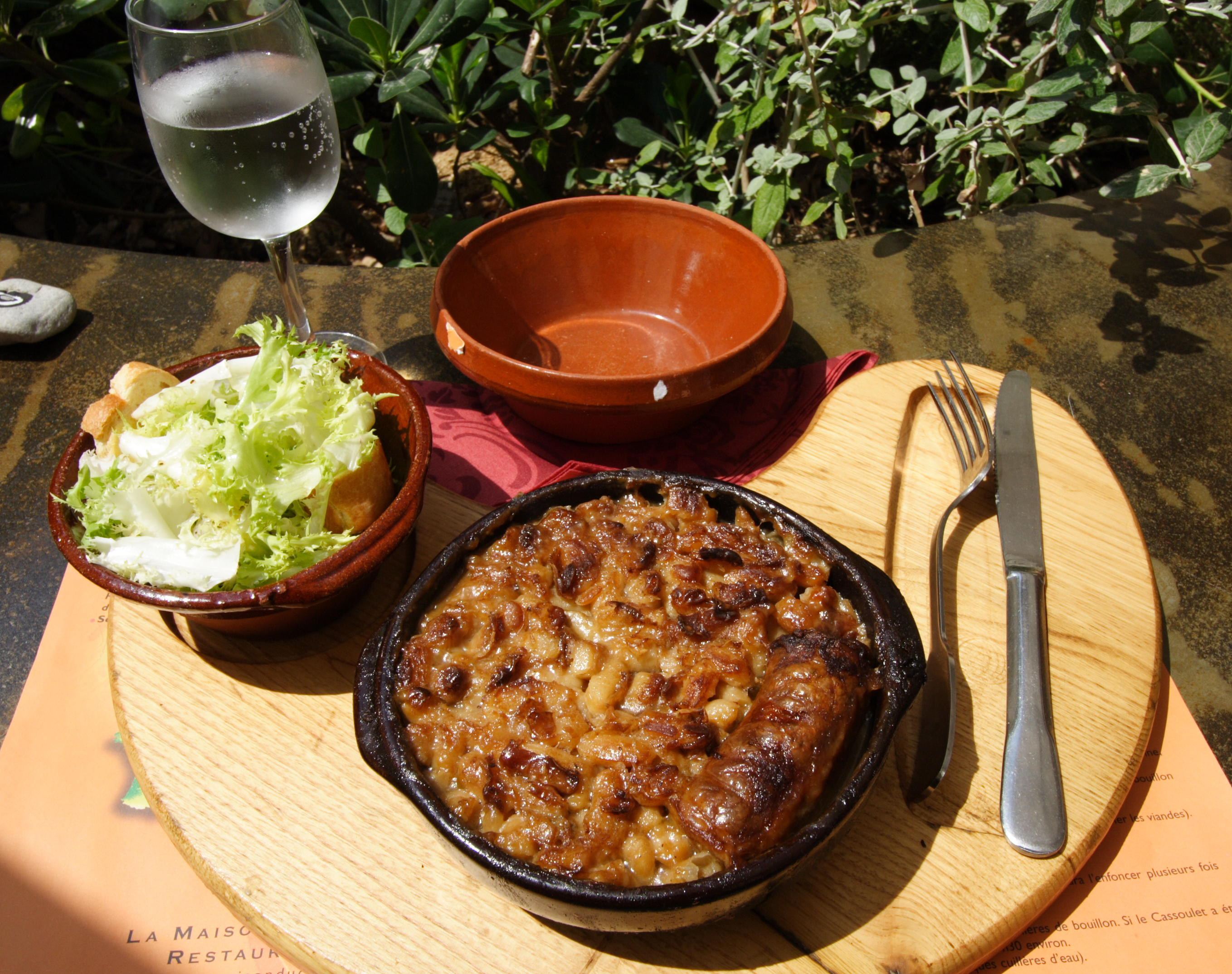
カルカソンヌのカスレ

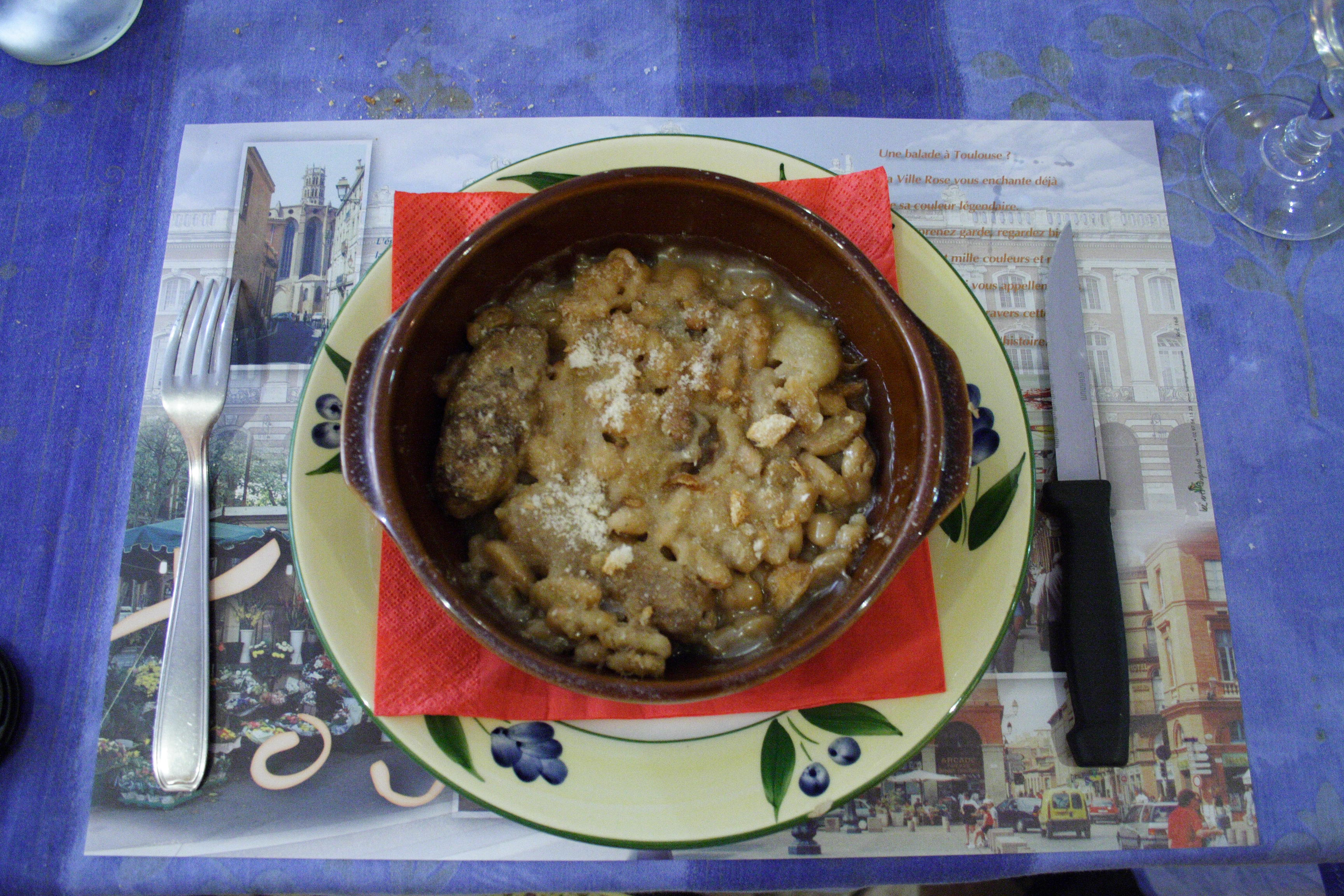
トゥールーズのカスレ

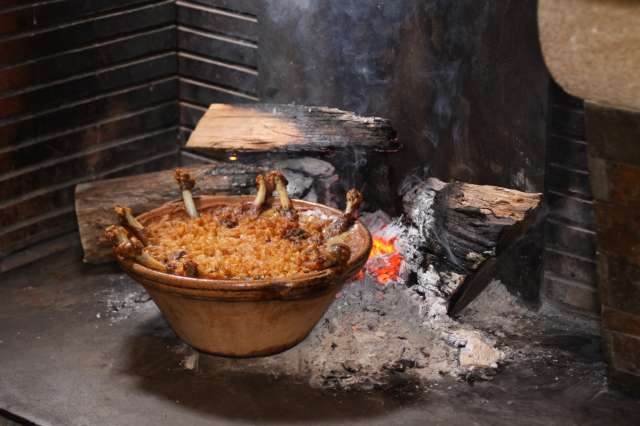
カステルノーダリのカスレ

カスレ（フランス語: cassoulet、 オック語: caçolet）は、フランス南西部の豆料理。

## 調理
豚肉ソーセージや鴨肉などの肉類とインゲンマメなどを、料理の名前の由来にもなったカソールと呼ばれる深い陶製の鍋に入れて長時間煮込んで作る。
地方により様々なバリエーションがあるが、有名なのはカステルノーダリのものとカルカソンヌのもの、トゥールーズのものである。カルカソンヌではヨーロッパヤマウズラのブレゼが加わる場合があり、フォアグラの名産地トゥールーズではガチョウのコンフィが加わる。日本のフランス料理店で良く見られる、ソーセージに鴨（アヒル）のコンフィという組合せも多い。

## 歴史
百年戦争でオクシタニー地方の村人が、村に残る豆類や肉類を鍋で煮込んで兵士に提供したことに由来する。
同地方にあるカステルノーダリには百年戦争の際にイギリス軍の包囲を受け、倉庫に残るインゲンマメと村人が持ち寄った塩漬け肉やソーセージを煮込んで兵士にふるまい撃退したという伝説が残っている。一方で同地方のトゥールーズやカルカソンヌも発祥の地を主張しており議論が絶えない。なお、新大陸原産のインゲンマメを使用したという伝説には疑問を呈する意見がある。

### 類似する料理
- フェジョアーダ
- ファバダ